# MÁV 202 sorozat
A szócikk a Magyar Királyi Államvasutak I{\displaystyle {\mathit {l}}}. és Im. osztályú mozdonyait ismerteti. Az I{\displaystyle {\mathit {l}}}. osztályú mozdony számára a sorozatjelzések bevezetésekor eredetileg a 201 sorozatjelet jelölték ki, ezt azonban soha nem viselte, mivel időközben az Im. osztályú mozdonnyal azonos módon, iker-túlhevítős mozdonnyá építették át, így a végül a 202 sorozat második egysége lett.

## Létrejötte
A MÁV gyorsvonatainak legnagyobb sebessége a századfordulón – még a két Budapest–Bécs közötti vonalon sem haladta meg a 80–90 km/órát, más vonalakon pedig még ennél is kisebb sebesség volt lehetséges. Emellett 1895-től megjelentek az első négytengelyes, forgóvázas gyorsvonati kocsik, amelyek ugyan jóval kényelmesebbek, de fajlagosan nehezebbek is voltak elődeiknél. Így a gyorsvonatok átlagos tömege gyorsan 240–260 tonnára nőtt. E vonatok továbbítására a korábbi gőzmozdonytípusok nem feleltek meg, hiszen az akkor legkorszerűbb Ie. osztályú (222 sorozat) 2'B tengelyelrendezésű mozdonyok túl gyengék, az Ik. osztályú (321 sorozat) 2'C tengelyelrendezésű hegyipálya-mozdonyok túl lassúak voltak. Mivel megfelelő teljesítményű 2'B-mozdonyt 14,0 tonna tengelyterhelésre már nem lehetett készíteni (ezt az említett Ie. osztály már maximálisan kihasználta), ezért több tengelyes és/vagy nagyobb tengelyterhelésű mozdonyra volt szükség. A MÁV a már említett két bécsi vonalát ugyan 16 t tengelyterhelésre alkalmassá tette, azonban a futótengelyek túlterhelésének elkerülésére a tengelyek számát mégis növelni kellett, így a MÁV egy 2'B1 tengelyelrendezésű (amerikai elnevezéssel „Atlantic”) gyorsvonati mozdony megrendeléséről döntött.
A minél nagyobb teljesítmény érdekében a MÁV Gépgyár ennél a típusnál emelte először a kazánt jelentősebb mértékben a mozdonykeret fölé, ugyanis bebizonyosodott, hogy ez a mozdony stabilitását nem rontja. Emiatt a kémény egy részét az amerikai rendszerű füstszekrénybe kellett süllyeszteni. A mozdony a korábbi kedvező tapasztalatok alapján kompaund gépezettel készült és ez – a belső elrendezésű keret miatt, szemben az Ie. osztályú mozdonyokkal – kéthengeres kivitelben készülhetett, mivel így is befért a szerkesztési szelvénybe – noha a síktolattyú tükrét csak ferdén lehetett elhelyezni.
Habár a nemzetközi tapasztalatok alapján a telített gőzzel működő mozdonyoknál a kompaund gépezet nem csak nagyobb teljesítményt, de akár 15%-kal kedvezőbb szén- és vízfogyasztást kínál az ikergépezettel szemben, az Ie. osztályú mozdonyok és az azonos méretekkel, de kéthengeres ikergépezettel épült If. osztályú mozdonyokkal végzett kísérletek során a 90 km/h sebességhez közeledve a kompaund mozdony már csak alig-alig bizonyult takarékosabbnak az ikergépezetűnél. Ezért elhatározták, hogy kompaund gépezetű mozdony mellett azonos méretekkel egy másik, de ikergépezetű mozdonyt is készítenek, hogy így is kipróbálhassák, melyik a megfelelőbb.
Az első, kompaund gépezetű mozdony 1900-ban készült el a gyár 1500. mozdonyaként, az 50. gyári típusként és a MÁV-nál az I{\displaystyle {\mathit {l}}}. osztályjelzést és a 701 pályaszámot kapta .A mozdony a IVd. osztály 4405 pályaszámú (422 sorozat) és az Erdélyi Bányavasút „Govasdina” nevű keskenynyomközű mozdonyával együtt elnyerték az az évi párizsi világkiállítás Grand Prix-jét. A kereken 100 000,– korona egységárú 701-est, a MÁV első 100 km/h-ra engedélyezett sebességű mozdonyát a vasút 1901. január 22-én helyezte üzembe.

## A 701 pályaszámú mozdony szerkezete
A I{\displaystyle {\mathit {l}}}. osztályú mozdony tehát belső keretes, 2'B1 tengelyelrendezésű, azaz két, a keretbe ágyazott kapcsolt- és egy futókerékpárral és előttük két, forgóvázba ágyazott futókerékpárral készült telített gőzű, kéthengeres kompaund gépezetű, szerkocsis gőzmozdony volt.

### Keret, futómű, mozdonysátor
A mozdony 100 km/h legnagyobb sebességére tekintettel hatalmas, 2100 mm futókör-átmérőjű hajtott és kapcsolt- valamint 1040 mm átmérőjű futókerékpárokkal készültek. A hajtott tengely 3%-os nikkelacélból, míg a kapcsolt- és futótengelyek folytacélból készültek. A hajtott- és a kapcsolt kerékpárok tengelyeit a tengelyvonalban teljesen átfúrták. A tengelyágy-vezetékeket és a csapágyakat egyedi kenőbeles kenőberendezésekkel látták el. A belső elrendezésű, szegecseléssel készült keret két, egymástól 1,24 m távolságban lévő 30 mm vastag folytvaslemez hossztartóból állt. A hossztartók közötti távolság megegyezett az Ik. osztályéval, azzal ellentétben azonban elöl nem húzták össze, inkább a hengerek egymástól való távolságát növelték. A hossztartókat elöl a mellgerenda, hátul a kapocsszekrény kötött össze, közöttük pedig a forgócsapot is befogadó hengermerevítők és a felettük lévő szekrényes füstszekrénytartó, valamint mögötte egy, a keresztfejvezeték-tartónál, és még egy további, a kapcsolt tengelyek között elhelyezett, függőleges folytvaslemez-kereszttartó (ún. keretkötő) merevített ki. A mellgerenda és a keresztfejvezeték-tartó között vízszintes keretkötőlemezeket is beszegecseltek. A kereszttartókra a tömegcsökkentés érdekében kivágások kerültek. A hátsó futótengelyt második kapcsolt kerékpárhoz viszonylag közel, a mozdonykeretbe ágyazták, 23–23 mm oldalsó játékkal. Ez az elrendezés nem túl előnyös, mert használja ki a hátsó futótengely kínálta legnagyobb előnyt, a széles állókazán és rostély alkalmazhatóságát. A tengelyágytokok keretkivágásait acélöntésű ágyvezetékek merevítették, valamint a keretlemezeknek a kivágásoknál lévő nyúlványait alul összekötő ún. kötővasak fogták össze. Az ágytokok kopásai húzóékekkel utánállíthatóak voltak. A hajtó- és kapcsolt kerékpárok hordrugóit himbák kötötték össze és a tengelyek alatt helyezték el. Az elülső futóforgóváz kerete 25 mm vastag lemezekből készült. A terhelést a forgóvázkeretre gömbcsészés ágyazású forgócsap és tekercsrugóra támaszkodó oldalsó csúszópofák vitték át. Ezek a tekercsrugók azonosak voltak a Ie. osztályéval. A forgócsap a két tengely középvonalától 50 mm-re hátra került. A forgóváz a forgócsapnál tengelyirányban 30–30 mm-t mozdulhatott el, középállásba pedig laprugók terelték vissza. A forgóváz szerkezete, méretbeli eltérésekkel a Ik. osztályét követte. A forgóvázba kötött futókerékpárok hordrugói a tengelyek fölött, a hátsó futókerékpáré a tengely alatt helyezkedtek el. A magyar mozdonyok közül elsőként meglehetősen magasan elhelyezett mozdonysátor tágas lett, homlokán egy-egy ovális forgóablakot alakítottak ki. Oldalra egy fix- és egy tolóablak, míg belső oldalára tetőlámpa került.

### Kazán
A porosz-, más néven Becker-rendszerű állókazánt még a keretlemezek közé behúzva alakították ki, így külső szélessége alul alig 1,02 m széles volt. Az állókazán-köpeny 17 és 20 mm-es vaslemezekből, a tűzszekrény csőfala 18 és 26 mm-es lemezekből készültek. A tűzszekrénybe lángboltozatot is építettek. Az állókazán hátfala még függőleges, a tüzelőajtó Webb-rendszerű, kör alakú volt. A rostély három részből állt, középső részét buktatni lehetett (elöl a kapcsolt tengely miatt nem lehet a buktatószerkezetet elhelyezni), az esése 1/9,4 volt és bár 2,77 m-es hossza megközelítette a kézi tüzeléssel még kiszolgálható 3 m-es határt, a keskeny állókazán miatt felülete mindössze 2,82 m volt. A hamuláda elejére, hátuljára és fenekére csappantyúkat szereltek, melyeket a mozdonysátorból rudazattal lehetett működtetni.
A 4590 mm hosszúságú és 1,55 m átmérőjű hosszkazánt három, 16,5 mm-es folytvas lemezekből álló övből szegecselték össze; a tengelye (középvonala) a sínkorona fölött 2,7 m magasan volt található. A kazánt a szokásos módon a füstszekrény alatt, a füstszekrénytartónál rögzítették a kerethez, így hátrafelé dilatálhatott.
Az első és harmadik kazánövre egy-egy gőzdómot építettek, melyet egy vízszintes cső kötötte össze. A magyar vasutasnyelv ezt az elrendezést csak „gatyaszárítós”-nak nevezte. A két gőzdóm között, azoktól egyenlő távolságra, a második övön helyezték el a szögletes homoktartályt. Mindkét gőzdómra 1–1 közvetett terhelésű rugómérleges biztonsági szelepet szereltek. A mozdony 13 bar kazánnyomása kompaund mozdonynál ekkor már alacsonynak számított. Az első gőzdómban helyezték el a függőleges tolattyútükörrel készült kettős síktolattyús gőzszabályzót, melynek szabályozó rudazatát a kazánon belül vezették el. Innen a gőz a gőzhengerekhez áramlott. A gőzdómból cső vezetett az állókazán hátfalán baloldalt kialakított kis szerelvényfejhez, és ebből a vezetékből egy, a légsűrítőhöz vezető cső ágazott ki. Külön csövek vezettek a gőzdómból a lövettyűkhöz is.
A kazánba 239 darab 46,5/52 mm átmérőjű folytvas tűzcsövet építettek. A tűzcsöveket vörösrézkúpokkal rögzítették a csőfalakba. Az 1,8 m hosszú füstszekrényben helyezték el az amerikai rendszerű szikrafogót. A gőzfúvó a két-két prototípus mozdonynál „békaszájú” volt. A kémény kúpos alakú, 430 mm legkisebb belső átmérőjű volt. A füstszekrényajtó kétszárnyú kivitelben készült; zárása a pereménél körben elhelyezett kallantyúkkal történt. A kazánt 2 db Friedmann-rendszerű SZ. osztályú nem szívó, 11 mm-es nyílású ún. „restarting” frissgőz-lövettyű táplálta vízzel. A bal oldali lövettyű tápcsövéből ágazott ki a szénlocsoló, míg jobb oldali lövettyűtől a hamuszekrény-locsoló indult ki.

### Gépezet
A két, kereten kívül vízszintesen elhelyezett gőzhenger a korábban készült Ia. és Ie. osztályú mozdonyoknál alkalmazottal azonos módon a kapcsolt kerékpárok közül az elsőt hajtotta. A megszokott módon a nagynyomású hengert a keret jobb, míg a kisnyomásút a bal oldalára szerelték. A jobb oldali forgattyút a bal oldalihoz képest 90°-kal előbbre ékelték a kerékpártengelyre. A dugattyúrúd átmenő rendszerű volt; elöl a rúdvezeték nyitott hüvelyben futott, a dugattyúrudak tömszelencéi grafitos azbeszt-tömítéssel készültek. A keresztfejek kétvezetékesek voltak. A hajtó- és csatlórudak I alakú keresztmetszettel készültek, hosszuk azonban meglehetősen rövid 1,85 m volt, így viszonylag nagy függőleges irányú erőket adtak át a keresztfej-vezetékekre.
A gőzhengerek üresjárati munkájának (ellenállásának) csökkentésére nyomáskiegyenlítő váltót még nem alkalmaztak. A hengerfedelekre, illetve az átömlőre ún. Ricour-szelepet szereltek. A kompaund mozdonyok gépezetét speciális indítókészülék látták el, mely lehetővé tette, hogy nem csak a Borries-rendszernél szokásos mindössze ½ kerékfordulatig legyen alkalmazható, hanem azzal mozdony nagyobb sebességekig is ikergépezetként működhetett. A szerkezet két, a mozdonysátorból működtethető dugattyús szelepből állt, melyek egyike a nagynyomású hengerből kiömlő gőzt irányítja vagy a kiömlő- vagy az átömlőcsőbe, míg a másik szelep a friss gőzt volt képes bocsátani az átömlőbe.  A gőzhengerek Trick-csatornás, kagylós síktolattyúkkal készültek, melyeket a szerkesztési szelvény korlátai miatt kifelé 45°-kal megdöntöttek, ellenforgattyús Heusinger–Walschaert-rendszerű vezérművek szabályoztak. A nagynyomású tolattyú  külső túlfedése 30 mm, belső túlfedése –7 mm volt, míg a kisnyomású tolattyú 27 mm külső- és 1 mm belső túlfedéssel készült. Az ellenforgattyú előremenetben a forgattyút közel 90°-kal követi, más szóval a forgattyúhoz képest hátramaradóként ékelték föl. Ennek és a külső beömlésnek megfelelően előremenetben a lengőívkő a lengőív (kulissza) felső részén helyezkedett el. Ez a korszak hazai mozdonyain általános elrendezés a döntően előremenetben járó mozdonyoknál nem előnyös megoldás, mivel a lengőív ágyazásának gyorsabb kopását idézi elő. A kormányvonórúd előremenetnél előre mozdult. A gépezet két hengerét külön-külön kormánymű szabályozta. A kormányvonórudakat speciális csavaros szerkezettel szabályozták: a kormányorsó két, egymásba dugott kormánycsavarból állt, melyeket a kormányorsó forgattyújával együtt és külön-külön is lehetett mozgatni. Ez lehetővé tette gépezet minden sebességnél való pontos beállítását, hátránya volt viszont, hogy igen gyakorlott mozdonyvezető igényelt és a szabályozás folyamata sok figyelmet kötött le, ezért később ezt az elrendezést nem alkalmazták.

### Segédberendezések
A mozdonyra egy Westinghouse-rendszerű fékhengert szereltek. A sűrített levegőt egy, a mozdony hosszkazánjának bal oldalán elhelyezett Westinghouse-rendszerű, egyfokozatú, F jellegű légszivattyú termelte. A féktuskók a mozdony hajtott kerékpárjait elölről fékezték, míg a futóforgóváz kerékpárjai a MÁV mozdonyainál szokásos módon fékezetlenek voltak. A fékrudazat nyomáskiegyenlítő szerkezetű volt. Az összes féktuskóerő a tapadási súly 100, a teljes mozdonysúly 48%-a volt. A sebességet egy, a hátsó kapcsolt kerékpárról meghajtott 12 másodperces Haushälter-rendszerű sebességmérő mérte. A gőzben lévő alkatrészek kenéséről egy Nathan-rendszerű kondenzációs kenőkészülék gondoskodott. Kedvezőtlen tapadási viszonyok esetén Gresham-rendszerű, gőzzel működtethető homokoló juttatott homokot a kapcsolt kerékpárok elé. Az első futókerékpár nyomkarimáját a légszivattyúból távozó olajos gőz kente. A mozdonyt hagyományos bajor rendszerű nagynyomású gőzfűtési berendezéssel látták el.

### Szerkocsi
A I{\displaystyle {\mathit {l}}}. osztályú mozdonyokhoz a Magyar Királyi Állami Vasgyáraknál 15 szerkezetszámon megtervezett, a MÁV-nál kezdetben a mozdonnyal megegyezően I{\displaystyle {\mathit {l}}}. osztályúként jelölt szerkocsit kapcsolták. A szerkocsi alapvetően megegyezett az Ie. és If. osztályú mozdonyokhoz korábban szállított 9 szerkezetszámú típussal.

## A 801 pályaszámú mozdony

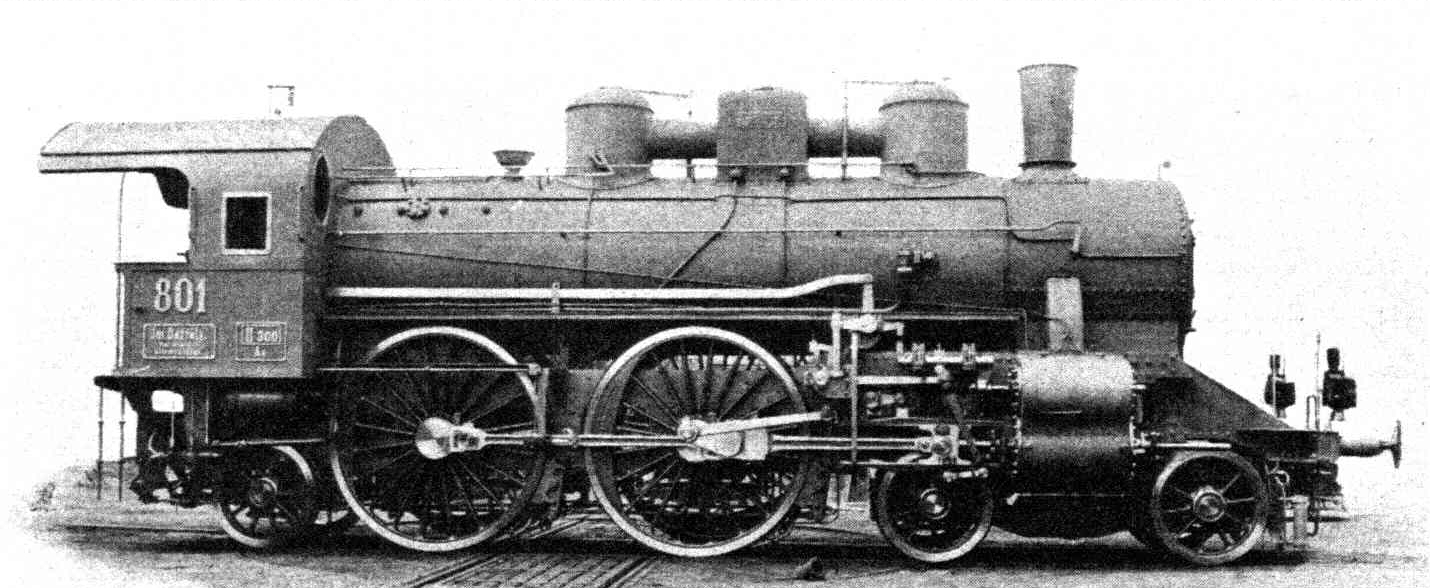
Az Im. osztály 801 pályaszámú, ikergépezetű mozdony

A 701 pályaszámú mozdony ikergépezetű társa 54. szerkezetszámmal 1901. augusztus 5-re készült el és a MÁV-nál az Im. osztályjelzést és a 801 pályaszámot kapta. Egységára 102 000,– korona volt. A mozdonyok a Monarchiában ekkor kötelező módon hadijelet is kapott, mely mindkét jármű esetén az alábbi volt:

### Keret, futómű, mozdonysátor
Megegyezett a 701 pályaszámú mozdonyéval.

### Kazán
Megegyezett a 701 pályaszámú mozdonyéval.

### Gépezet
A 801 pályaszámú mozdony a 701 pályaszámútól eltérően kéthengeres ikergépezettel készült, így mindkét oldalra egy-egy 485 mm furatú gőzhenger került. A tömszelencék, a hajtó- és csatlórudak nem változtak, ellenben a dugattyúrudak és a forgattyúcsapok mérete kissé módosult. 
A gőzhengerek üresjárati munkájának (ellenállásának) csökkentésére nyomáskiegyenlítő váltót itt sem alkalmaztak. A hengerfedelekre ún. Ricour-szelepet szereltek. A 701 pályaszámú mozdonynál alkalmazott indítókészülék elmaradt. A hengerek legnagyobb töltése mindkét irányban 70% volt.
A gyár hosszú idő után ennél a típusnál alkalmazta újra a később kizárólagossá vált hengeres (más néven: kör-) tolattyút, mely kisebb ellenállású, mint a síktolattyú. A tolattyúk széles gyűrűkkel készültek. A tolattyúkat ugyanúgy ellenforgattyús Heusinger–Walschaert-rendszerű vezérművek szabályoztak. Ezek elrendezése nem változott. A tolattyúk átmérője 220 mm, külső túlfedése 29 mm, belső túlfedése 5 mm volt. A két vezérműhöz közös kormánymű csatlakozott, melyet egyszerű kormánycsavarral lehetett állítani.

### Segédberendezések
Megegyezett a 701 pályaszámú mozdonyéval.

### Szerkocsi
Megegyezett a 701 pályaszámú mozdonyéval.

## Összehasonlító kísérletek
A két kísérleti mozdonnyal 1901. szeptember–október hónapban, majd a nem elegendő mérési adat miatt 1902. június–augusztus hónapban újra összehasonlító próbákat tartottak a Budapest–Érsekújvár–Pozsony vonalon. Az 1902.évi menetekre a mozdonyok kéményét Borries-rendszerű kivitelre cserélték. A próbák egy részét 80 km/h legnagyobb sebességgel, 253 t tömegű (egy-egy kéttengelyes mérő- és poggyászkocsiból, valamint hat db négytengelyes és egy háromtengelyes személykocsiból álló) próbavonattal, más részüket 100 km/h legnagyobb sebességgel, 198,5 t tömegű (egy-egy kéttengelyes mérő- és poggyászkocsiból, valamint öt db négytengelyes személykocsiból álló) próbavonattal folytatták le. A menetek során  rostált dombraui szénnel és farkasvölgyi aknaszénnel tüzeltek.
A 80 km/h sebességű próbákon az I{\displaystyle {\mathit {l}}}. osztályú mozdony a szerkocsi vonóhorgán mérve elérte az átlag 485, míg az Im. osztályú mozdony az átlag 630 lóerő effektív teljesítményt. A gépezet indikált teljesítménye ekkor az az előbbi típusnál 792, az utóbbi 932 LE volt. A menetek során az I{\displaystyle {\mathit {l}}}. osztályú mozdony azonos körülmények között átlagosan 18–25%-kal kevesebb szenet és 13%-kal kevesebb szenet fogyasztott.
Más eredményeket hoztak a 100 km/h sebességű próbák. Ezek során a szerkocsi vonóhorgán mért legnagyobb effektív teljesítmény I{\displaystyle {\mathit {l}}}. osztályú mozdonynál átlag 574, míg az Im. osztályú mozdony esetében átlag 650 lóerő volt. A gépezet indikált teljesítménye ekkor az előbbi típusnál elérte a 935, az utóbbinál 1240 LE-t. A menetek során azonban menetidő betartásához az I{\displaystyle {\mathit {l}}}. osztályú mozdony kazánját szinte folyamatosan a teljesítőképessége határáig erőltetni kellett, míg az Im. osztályú mozdony erőltetés nélkül tartotta a menetidőt. Az I{\displaystyle {\mathit {l}}}. osztályú mozdonyok fogyasztási adatai is kedvezőtlenebbek voltak ezen menetek során ikergépezetű társánál: azonos körülmények között átlagosan 2–5%-kal több szenet és 2,4%-kal több szenet használt el.
Ezt az eredményt Fialovits Béla számításai alapján leginkább az befolyásolta, hogy a kompaund mozdony hengereinek átmérői a kazán teljesítményéhez képest túl nagyok voltak.
A 801-es 291 tonnás vonatot is továbbított 100 km/h sebességgel.
A típus engedélyezett vonatterheléseit a MÁV számításokkal az alábbiak szerint állapította meg:
| Az I{\displaystyle {\mathit {l}}}. és Im. osztályú mozdonyok engedélyezett vonatterhelései | Az I{\displaystyle {\mathit {l}}}. és Im. osztályú mozdonyok engedélyezett vonatterhelései | Az I{\displaystyle {\mathit {l}}}. és Im. osztályú mozdonyok engedélyezett vonatterhelései | Az I{\displaystyle {\mathit {l}}}. és Im. osztályú mozdonyok engedélyezett vonatterhelései | Az I{\displaystyle {\mathit {l}}}. és Im. osztályú mozdonyok engedélyezett vonatterhelései | Az I{\displaystyle {\mathit {l}}}. és Im. osztályú mozdonyok engedélyezett vonatterhelései |
| Pálya- emelkedés                                                                           | 60 km/h                                                                                    | 70 km/h                                                                                    | 80 km/h                                                                                    | 90 km/h                                                                                    | 100 km/h                                                                                   |
| ------------------------------------------------------------------------------------------ | ------------------------------------------------------------------------------------------ | ------------------------------------------------------------------------------------------ | ------------------------------------------------------------------------------------------ | ------------------------------------------------------------------------------------------ | ------------------------------------------------------------------------------------------ |
| 0‰                                                                                         | 576 t 508 t                                                                                | 391 t 348 t                                                                                | 265 t 233 t                                                                                | 178 t 153 t                                                                                | 114 t 95 t                                                                                 |
| 5‰                                                                                         | 263 t 225 t                                                                                | 187 t 161 t                                                                                | 129 t 109 t                                                                                | 86 t 69 t                                                                                  | 50 t 37 t                                                                                  |
| 10‰                                                                                        | 146 t 121 t                                                                                | 101 t 84 t                                                                                 | 66 t 52 t                                                                                  | 39 t 26 t                                                                                  | 15 t 5 t                                                                                   |

Ezek alapján kiderült, hogy a mozdonyok teljesítménye nem lesz megfelelő, hiszen az Ie. osztályét csak 10–15%-kal haladta meg. Ennek fő oka, hogy az „Atlantic” tengelyelrendezés által elvileg lehetővé tett nagyobb kazánméretet, főleg a széles rostély lehetőségét nem használták ki.
A próbamenetek befejezése után a két mozdony az Ie. osztályúakkal azonos mozdonyfordulóba került, majd amikor teljesítményük már nem volt elég – s mivel nagy tengelyterhelésük miatt más vonalakon akkor még nem közlekedhettek – helyi személyvonatokat vontattak velük.

## Az átépítés

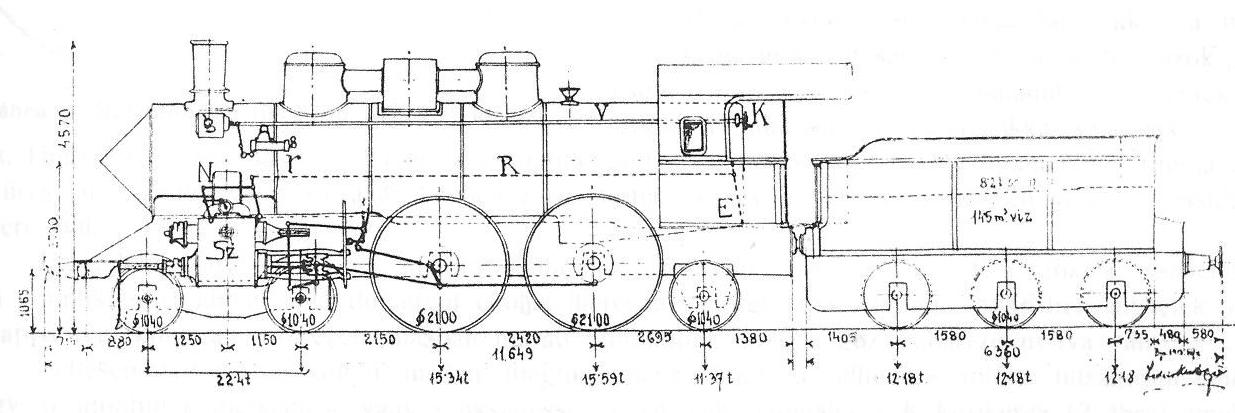
A túlhevítősre átalakított 202 sorozatú mozdonyok jellegrajza szerkocsival

A MÁV elhatározta, hogy áttér a külföldön már bevált túlhevítős mozdonyok beszerzésére. Ezért 1909–1910-ben a két mozdonyt iker-túlhevítőssé építették át.

### Kazán
A jármű hosszkazánjába 97 db-bal kevesebb tűzcső került, helyükre három sorban összesen 21 db 125/133 mm átmérőjű füstcsövet építettek, melyekbe 32/38 mm átmérőjű csövekből álló túlhevítőelemek kerültek. Az elülső gőzdómban összegyűlt gőz a túlhevítő gőzgyűjtőszekrényének nedvesgőz-kamrájába, majd a túlhevítőelemeken át a túlhevítettgőz-kamrájába jutott, ahonnan a gőzhengerekhez áramlott. A túlhevítés szabályozása túlhevítő-védőszekrénnyel és az azon elhelyezett csappantyúkkal történt, melyeket egy kis gőzhenger (az ún. szervomotor vagy automata) mozgatott. A túlhevítő füstszekrényben elhelyezett gőzgyűjtőszekrényének helyigénye miatt a szikrafogót és a kéményt kb. 30 cm-rel előrébb helyezték el. A füstszekrényajtó egyszárnyú, kör alakú kivitelűre módosult, melyre először szerelték fel a későbbi magyar gyorsvonati mozdonyokon általánossá vált kúpos toldattal; zárása a pereménél körben elhelyezett kallantyúkkal történt.

### Gépezet
Mindkét mozdony ikergépezetű lett, széles, rugalmas, önfeszítő gyűrűs hengeres tolattyúkkal. A dugattyúrudak tömszelencéi a túlhevített gőz miatt Schmidt-rendszerű fémtömítéssel készültek. A tolattyúk átmérője 250 mm, belső túlfedésük 45½, külső túlfedésük -1 mm lett. A gőzhengerek folytvas beömlőcsövei mindkét oldalon 121/133 mm átmérőjűek és 2,35 m hosszúak, szintén folytvas kiömlőcsövei 179/191 mm átmérőjűek és 650 mm hosszúak lettek. A gőzhengerek üresjárati munkájának (ellenállásának) csökkentésére a henger elöli és hátuli dugattyúterét összekötő nyitható nyomáskiegyenlítő váltót (melynek mozgató emeltyűje az állókazán jobb oldalára került) szereltek. A hengerekre a vízütés elkerülésére ún. kompresszió-szelep is került.
Elsőként a 801 pályaszámú mozdony átalakítása készült el, mely – immár a MÁV új mozdonyszámozási rendszerében – a 202,001 pályaszámot kapta. A szerkocsi az L jellegmegjelölést, valamint a hozzá tartozó mozdony sorozatjelét és pályaszámát (L202,001) kapta.
Az átépített mozdony 1911. szeptember-október havában a 203,020 pályaszámú mozdonnyal együtt összehasonlító teljesítmény- és anyagfogyasztási próbákon vett részt a Budapest–Érsekújvár–Pozsony vasútvonalon. A próbameneteket kétféle vonatterheléssel: egy 34 tengelyes (296 t tömegű) és egy 50 tengelyes (434–484 t tömegű) vonattal, 90 km/h alapsebességgel végezték. A mozdonyok szerkocsi vonóhorgán a kisebbik vonat továbbítása során 440, a nagyobbiknál 600–630 lóerő teljesítményt fejtettek ki. A menetek során a 202,001 pályaszámú mozdony átlag 20–30%-kal kedvesebb szenet és vizet fogyasztott és még nagyobb terhelés továbbítására is képes lett volna. Ezzel szemben a sokkal nagyobb méretű kazánnal rendelkező 203,020 pályaszámú mozdony a nagyobb terhelésű meneteket nem bírta, a kazánjának tűzcsövei megfolyósodtak. A próbamenetek alapján az átépítés remekül sikerült: a mozdony teljesítménye több, mint 50%-kal (!) lett nagyobb.
A 701-es, noha számára eredetileg a 201 sorozatjelet jelölték ki, valójában ilyen számon sohasem üzemelt. Ekkora ugyanis elkészültek ennek a mozdonynak az átalakítással és így – a másik mozdonnyal azonos kivitelű lévén – a 202,002 pályaszámon állt újra forgalomba. E példány kazánjára Pecz–Rejtő-rendszerű víztisztítót is szereltek. E két mozdony voltak a MÁV első túlhevítős fővonali mozdonyai.
| Az I{\displaystyle {\mathit {l}}}. és Im. osztály (202 sorozat) gyártási adatai | Az I{\displaystyle {\mathit {l}}}. és Im. osztály (202 sorozat) gyártási adatai | Az I{\displaystyle {\mathit {l}}}. és Im. osztály (202 sorozat) gyártási adatai | Az I{\displaystyle {\mathit {l}}}. és Im. osztály (202 sorozat) gyártási adatai | Az I{\displaystyle {\mathit {l}}}. és Im. osztály (202 sorozat) gyártási adatai |
| Mozdony szerkezet- szám                                                         | Szerkocsi szerkezet- szám                                                       | Pályaszám 1911-ig                                                               | Pályaszám 1911-től                                                              | Gyártási év                                                                     |
| ------------------------------------------------------------------------------- | ------------------------------------------------------------------------------- | ------------------------------------------------------------------------------- | ------------------------------------------------------------------------------- | ------------------------------------------------------------------------------- |
| 501                                                                             | 151                                                                             | 701                                                                             | (201,001) 202,002                                                               | 1900                                                                            |
| 541                                                                             | 152                                                                             | 801                                                                             | 202,001                                                                         | 1901                                                                            |

A túlhevítős 202 sorozatú mozdonyok MÁV által engedélyezett vonatterheléseit az alábbi táblázat szemlélteti:
| A túlhevítős 202 sorozatú mozdonyok engedélyezett vonatterhelései | A túlhevítős 202 sorozatú mozdonyok engedélyezett vonatterhelései | A túlhevítős 202 sorozatú mozdonyok engedélyezett vonatterhelései | A túlhevítős 202 sorozatú mozdonyok engedélyezett vonatterhelései | A túlhevítős 202 sorozatú mozdonyok engedélyezett vonatterhelései | A túlhevítős 202 sorozatú mozdonyok engedélyezett vonatterhelései | A túlhevítős 202 sorozatú mozdonyok engedélyezett vonatterhelései |
| Pálya- emelkedés                                                  | 50 km/h                                                           | 60 km/h                                                           | 70 km/h                                                           | 80 km/h                                                           | 90 km/h                                                           | 100 km/h                                                          |
| ----------------------------------------------------------------- | ----------------------------------------------------------------- | ----------------------------------------------------------------- | ----------------------------------------------------------------- | ----------------------------------------------------------------- | ----------------------------------------------------------------- | ----------------------------------------------------------------- |
| 0– 3‰                                                             | 640 t                                                             | 505 t                                                             | 330 t                                                             | 245 t                                                             | 185 t                                                             | 135 t                                                             |
| 3– 5‰                                                             | 545 t                                                             | 460 t                                                             | 310 t                                                             | 245 t                                                             | 185 t                                                             | 135 t                                                             |
| 5– 7‰                                                             | 465 t                                                             | 415 t                                                             | 290 t                                                             | 245 t                                                             | 185 t                                                             | 135 t                                                             |
| 8–10‰                                                             | 330 t                                                             | 310 t                                                             | 235 t                                                             | 210 t                                                             | 170 t                                                             | 125 t                                                             |
| 14–16‰                                                            | 185 t                                                             | 180 t                                                             | 165 t                                                             | 155 t                                                             | 125 t                                                             | 100 t                                                             |
| 25‰                                                               | 75 t                                                              | 70 t                                                              | 70 t                                                              | 70 t                                                              | –                                                                 | –                                                                 |

## Üzemük
A sikeres átépítés után a két mozdony újra gyorsvonatokat továbbíthatott. A mozdonyok nagyjavítását az Északi Főműhely végezte. Az első világháború után a 202,002 az új országhatáron túlra, a CFR-hez került; további sorsa nem ismert, de még 1935 előtt bizonyosan selejtezték. A 202,001-est a lecsökkent forgalom miatt félreállították. 1928-ban választotta ki a „dögsorból” Fialovits Béla és a vezetése alatt álló Északi fűtőházban üzemképessé tették. Ezután a 202,001 Budapestről Szegedre, Békéscsabára és Debrecenbe továbbított, nem ritkán 350–400 tonnás gyorsvonatokat. A mozdony szerkocsiját a nagyobb hatótávolság és a nyugodtabb futás érdekében 1940-ben egy félreállított 203 sorozatú mozdonytól származó N jellegű négytengelyes „Vanderbilt”-szerkocsira cserélték. A szerkocsi jellegmegjelölése nem változott, pályaszáma N202,001 lett. A mozdonyra 1945-ben a Vörös Hadsereg „T–CCCP” hadizsákmány-jele (T=трофейный, azaz zsákmány) került, melyet az 1947-ben megkötött magyar-szovjet járműegyezmény nyomán távolítottak el.

## Típusadatok
| Az I{\displaystyle {\mathit {l}}}. és Im. osztály (202 sorozat) változatonként eltérő típusadatai | Az I{\displaystyle {\mathit {l}}}. és Im. osztály (202 sorozat) változatonként eltérő típusadatai | Az I{\displaystyle {\mathit {l}}}. és Im. osztály (202 sorozat) változatonként eltérő típusadatai | Az I{\displaystyle {\mathit {l}}}. és Im. osztály (202 sorozat) változatonként eltérő típusadatai |
| ------------------------------------------------------------------------------------------------- | ------------------------------------------------------------------------------------------------- | ------------------------------------------------------------------------------------------------- | ------------------------------------------------------------------------------------------------- |
| Pályaszám                                                                                         | MÁV I{\displaystyle {\mathit {l}}}. 701                                                           | MÁV Im. 801                                                                                       | →MÁV 202,001–002 →CFR 202.002                                                                     |
| Gyártó                                                                                            | MÁV Gépgyár, Budapest                                                                             | MÁV Gépgyár, Budapest                                                                             | –                                                                                                 |
| Gyártásban                                                                                        | 1900.                                                                                             | 1901.                                                                                             | –                                                                                                 |
| Átépítette                                                                                        | –                                                                                                 | –                                                                                                 | MÁV Éfm, Budapest                                                                                 |
| Átépítve                                                                                          | –                                                                                                 | –                                                                                                 | 1910                                                                                              |
| Szerkezetszám                                                                                     | 501                                                                                               | 541                                                                                               | –                                                                                                 |
| Darabszám                                                                                         | 1                                                                                                 | 1                                                                                                 | →2                                                                                                |
| Jelleg                                                                                            | 2'B1–n2v                                                                                          | 2'B1–n2                                                                                           | 2'B1–h2                                                                                           |
| Ütközők közötti hossz                                                                             | 18 389 mm                                                                                         | 18 389 mm                                                                                         | 18 389 mm 20 391 mm                                                                               |
| Tengelytávolság szerkocsival                                                                      | 14 385 mm                                                                                         | 14 385 mm                                                                                         | 14 385 mm 16 425 mm                                                                               |
| Üres tömeg                                                                                        | 57,54 t                                                                                           | 56,9 t                                                                                            | 58,9 t                                                                                            |
| Szolgálati tömeg                                                                                  | 64,7 t                                                                                            | 63,84 t                                                                                           | 63,84 t                                                                                           |
| Szolgálati tömeg szerkocsival                                                                     | 105,66 t                                                                                          | 104,8 t                                                                                           | 104,8 t 116,3 t                                                                                   |
| Tapadási tömeg                                                                                    | 30,93 t                                                                                           | 31,09 t                                                                                           | 31,1 t                                                                                            |
| Legnagyobb tengelyterhelés                                                                        | 15,6 t                                                                                            | 15,6 t                                                                                            | 15,59 t                                                                                           |
| Hengerek átmérője                                                                                 | –                                                                                                 | 485 mm                                                                                            | 510 mm                                                                                            |
| Nagynyomású hengerek átmérője                                                                     | 500 mm                                                                                            | –                                                                                                 | –                                                                                                 |
| Kisnyomású hengerek átmérője                                                                      | 750 mm                                                                                            | –                                                                                                 | –                                                                                                 |
| Túlhevítés                                                                                        | –                                                                                                 | –                                                                                                 | Schmidt-rendszerű, nagyfüstcsöves                                                                 |
| Tűzcsövek száma                                                                                   | 239 db                                                                                            | 239 db                                                                                            | 142 db                                                                                            |
| Füstcsövek száma                                                                                  | –                                                                                                 | –                                                                                                 | 21 db                                                                                             |
| Füstcsövek belső/külső átmérője                                                                   | –                                                                                                 | –                                                                                                 | 125/133 mm                                                                                        |
| Csőfűtőfelület                                                                                    | 175,69 m²                                                                                         | 175,69 m²                                                                                         | 130,40 m²                                                                                         |
| Túlhevítőfelület                                                                                  | –                                                                                                 | –                                                                                                 | 40,81 m²                                                                                          |
| Kazán hasznos gőztermelőképessége                                                                 | 7 064 kg/h                                                                                        | 6 649 kg/h                                                                                        | 7 231 kg/h                                                                                        |
| Gépezeti vonóerő                                                                                  | 64,36 kN                                                                                          | 60,55 kN                                                                                          | 64,45 kN                                                                                          |
| Tapadósúlyból számított vonóerő                                                                   | 50,72 kN                                                                                          | 50,71 kN                                                                                          | 50,72 kN                                                                                          |
| Szerkocsi típusa                                                                                  | I{\displaystyle {\mathit {l}}}.(→L)                                                               | Im.(→L)                                                                                           | L N                                                                                               |